# За українськомовний Київ
«За українськомовний Київ» — громадська спілка, добровільне об'єднання громадських організацій та відомих громадських діячів, мовознавців, науковців, освітян, діячів культури задля спільної діяльності щодо утвердження української мови в Києві.

## Історія
Громадську спілку створено під час установчих зборів 15 вересня 2017 року в Будинку письменників у Києві.
Спілка взяла під контроль виконання рішення Київради від 5 жовтня 2017 року «Про заходи щодо забезпечення регіональної мовної політики в місті Києві».

## Основні завдання
Серед головних завдань організації є забезпечення всебічного розвитку і повноцінного функціонування державної української мови в усіх сферах суспільного життя міста Києва на основі пробудження історичної пам'яті, формування у мешканців столиці національної свідомості й самоповаги, виховання в них почуття відповідальности за долю відновленої української державності, а також захист прав і свобод, задоволення соціальних, культурних, просвітницьких та інших потреб жителів Києва та громадян України.
Спілка здійснює контроль обов'язкового використання державної мови службовцями під час виконання ними своїх посадових обов'язків‚ дотримання мовного режиму в дошкільних, середніх, професійно-технічних та вищих навчальних закладах та науково-педагогічних установах Києва‚ за мовним оформленням оголошень, реклами та інших написів і вивісок на вулицях Києва відповідно до вимог української літературної мови.

## Заходи
Громадська спілка «За українськомовний Київ» на постійній основі проводить акції серед студентів вищих навчальних закладів Києва стосовно відстоювання права викладання фахових предметів державною мовою. Зокрема, акції із закликами публічно повідомляти про факти викладання у вишах російською мовою пройшли біля стін Київського політехнічного інституту імені Ігоря Сікорського, Київського національного університету імені Тараса Шевченка, Національного медичного університету імені О. О. Богомольця, Національного педагогічного університету імені М. П. Драгоманова тощо.
Спілка щороку проводить соціальні кампанії з популяризації української мови. Йдеться, зокрема, про зовнішню рекламу на вулицях Києва, що пропагує українську мову.
Члени Спілки на постійній основі проводять відкриті уроки української мови для учнів старших класів столичних шкіл.
Від імені ГС «За українськомовний Київ» у столиці проводиться щорічний Київський міський учнівський літературний конкурс «Рідне українське слово». Метою конкурсу є: активізація творчих можливостей учнівської молоді, сприяння виявленню й розвитку талантів, залучення їх до літературної творчості.
Спілка щорічно бере участь в організації та проведенні Міського конкурсу читців, присвяченого творчості Тараса Шевченка, серед столичних школярів.

## Видавнича діяльність
Спілка випустила брошуру «Розмовляти українською мовою — престижно», яку активно розповсюджує серед молоді.

## Керівництво
До складу спілки входять більше сотні громадських організацій та мовних захисників із метою об'єднання всіх зусиль в єдине координаційне крило задля розвитку та популяризації української мови в Києві.

### Голова
- Вовченко Олександр Леонідович, кандидат економічних наук, президент Інституту реформ та розвитку Києва.

### Заступники
- Смолій Андрій Валерійович, український громадський діяч, політичний експерт.
- Горбач Віктор Дмитрович, керівник координаційної ради у Громадському русі «Українська Патріотична Альтернатива».

### Головна рада
До складу головної ради спілки входять: Гнаткевич Юрій Васильович, Яблонська Галина Гілярівна, Сиротюк Юрій Миколайович, Нестерчук Микола Трохимович, Марусик Тарас Павлович, Мельничук Сергій Андрійович, Болтівець Сергій Іванович, Василашко Василь Федорович та інші.
Керівництво спілки «За українськомовний Київ» входить до складу Експертної групи з питань мовної політики при Кабінеті Міністрів України.

### Колишні керівники
- Ющук Іван Пилипович (1933—2021) — заступник голови громадської спілки в 2017—2021 рр.
- Павличко Дмитро Васильович (1929—2023) — член головної ради громадської спілки в 2017—2022 рр.